# Route nationale 770
Die Route nationale 770, kurz N 770 oder RN 770, war eine französische Nationalstraße, die von 1933 bis 1973 zwischen Château-sur-Sarthe und Candé verlief. Ihre Länge betrug 44 Kilometer.